# Jasmin
Jasminum
Pour les articles homonymes, voir Jasmin (homonymie).
Genre
Classification APG III (2009)
Le mot jasmin désigne les plantes dicotylédones appartenant au genre Jasminum. Ce sont des plantes à fleurs de la famille des Oleaceae.
Le jasmin est, avec la rose, pour ce qui est des espèces odorantes et capiteuses, une des deux fleurs reines de la parfumerie. Son nom vient du moyen perse (yāsaman). La fleur généralement jaune ou blanche pousse sur un arbuste appartenant à la famille des Oléacées, surtout cultivé en Chine, dont beaucoup d'espèces sont originaires. Parmi plus de 200 espèces, les jasmins les plus utilisés en parfumerie sont Jasminum grandiflorum, Jasminum officinale et Jasminum odoratissimum. Les autres espèces sont pour la plupart cultivées dans les jardins comme arbustes d'ornement.
Outre l'Inde (où le premier État producteur est le Tamil Nadu), l'un des principaux producteurs de jasmin a toujours[Quand ?] été la Chine, où il est parfois utilisé pour aromatiser le thé. Mais l'arbre s'est aussi adapté en Europe méditerranéenne : Jasminum grandiflorum est appelé couramment jasmin d'Espagne, et la ville de Grasse, depuis le milieu du XVIIe siècle, s'est lancée dans la culture du jasmin. La récolte du jasmin de Grasse (aujourd'hui devenu rare) se déroule pendant le mois d'août. Les fleurs doivent être cueillies juste avant l'aube et traitées le plus rapidement possible.
Pour obtenir un kilogramme d'essence absolue de jasmin, il faut recueillir environ sept millions de fleurs. Autant dire que le jasmin naturel est cher, réservé aux parfums de luxe, dont la plupart eux-mêmes préfèrent employer une version synthétique. La maison Patou continue malgré tout de l'utiliser. Il faut dire que le jasmin, mêlé à la rose, avait fait le grand succès du parfum Joy (1930), pour lequel Jean Patou disait qu'il fallait 10 600 fleurs de jasmin pour produire une once de parfum.
Le jasmin, issu du persan yassaman ياسمن, est à l'origine du prénom persan Yassaman ou Yasaman (et également Yasmine et Yassamine Yassmine) ce prénom, sous ses différentes formes, est aussi utilisé dans d'autres langues telles que l’arabe, l’hébreu et même le français.

## Symboles

### Langage des fleurs
Dans le langage des fleurs, le jasmin symbolise l'amour voluptueux.

### Divers
Depuis des siècles, le jasmin est considéré en Orient comme le symbole de la beauté.[réf. nécessaire]
Le jasmin blanc est d'ailleurs la fleur emblématique de la Tunisie, qu'on appelle aussi "pays du jasmin": en offrir est une preuve d'amour.[réf. nécessaire]
Le jasmin est également très répandu dans la culture Algérienne principalement dans la culture Algéroise et les environs d'Alger (Blida, Médéa, Miliana). Dans toutes les habitations mauresques, le basilic (habaca) faisant foi d'un majestueux ornement est souvent accompagné d'un chapelet de jasmin pour jeter le baume sur une assistance acquise à une causerie culturelle. Les habitations algéroises et fahses continuent de pérenniser jalousement la culture du jasmin et du basilic. Yasmina est le nom d'un gâteau connu de la patisserie Algérienne. Cette pâtisserie est originaire de la ville d'Alger. Son nom provient de l'arabe algérien et signifie « le jasmin ». 
En Inde, Kâma, le dieu de l'amour, atteignait ses victimes par des flèches auxquelles il attachait des fleurs de jasmin. Le jasmin y est abondamment utilisé par les fleuristes indiens, qui confectionnent avec de nombreux produits tels que le gajra, élément de coiffure prisé par les femmes du sud de l'Inde, ou le mâlâ, collier de fleurs qu'arborent notamment les mariés ou offerts volontiers aux personnalités d'importance. 
Cléopâtre serait allée à la rencontre de Marc Antoine dans un bateau dont les voiles étaient enduites d'essence de jasmin.[réf. nécessaire]
Les noces de jasmin sont le symbole des 66 ans de mariage dans le folklore français.[réf. nécessaire]
Le 26 prairial du calendrier républicain / révolutionnaire français est officiellement dénommé jour du jasmin, généralement chaque 14 juin du calendrier grégorien.

## Chimie
Les deux molécules jouant un rôle majeur dans la senteur du jasmin naturel sont la jasmone sous sa forme cis, ainsi que le cis-jasmonate de méthyle. D'autres composés participent à la senteur, notamment l’acétate de benzyle, l'alcool benzylique, le benzoate de benzyle, le benzoate de cis-3-hexényle, le N-acétylanthranilate de méthyle, le crésol, l'indole, l'eugénol et le linalol.

## Effets thérapeutiques
La cis-jasmone et le cis-jasmonate de méthyle, les deux principaux composés odorants du jasmin, augmentent l'activité des récepteurs A du GABA et agissent donc comme des anxiolytiques et des sédatifs, même quand ils sont absorbés par inhalation. Le jasmin a aussi des propriétés calmantes et apaisantes[réf. nécessaire]. En phytothérapie, il est utilisé sous forme de tisanes, thés, huiles essentielles et macérations.

## Liste d'espèces
Selon World Checklist of Selected Plant Families (WCSP) (7 mars 2012) :
- Jasminum abyssinicum Hochst. ex DC. (1844)
- Jasminum acuminatum (Lam.) Pers. (1805)
- Jasminum adenophyllum Wall. ex C.B.Clarke (1882)
- Jasminum agastyamalayanum Sabeena, Asmitha, Mulani, E.S.S.Kumar & Sibin (2007)
- Jasminum albicalyx Kobuski (1939)
- Jasminum alongense Gagnep. (1933)
- Jasminum amabile H.Hara (1977)
- Jasminum ambiguum Blume (1851)
- Jasminum amoenum Blume (1851)
- Jasminum andamanicum N.P.Balakr. & N.G.Nair (1979 publ. 1981)
- Jasminum angolense Baker (1895)
- Jasminum angulare Vahl (1794)
- Jasminum angustifolium (L.) Willd. (1797)
  - Jasminum angustifolium var. angustifolium
  - Jasminum angustifolium var. hirsutum P.S.Green (1985)
  - Jasminum angustifolium var. sessiliflorum P.S.Green (1985)
- Jasminum annamense Wernham (1921)
  - Jasminum annamense subsp. annamense
  - Jasminum annamense subsp. glabrescens P.S.Green (1995)
  - Jasminum annamense subsp. kerrii (G.S.Bhatn.) P.S.Green (1995)
- Jasminum anodontum Gagnep. (1933)
- Jasminum aphanodon Baker (1893)
- Jasminum apoense Elmer (1915)
- Jasminum arborescens Roxb. (1820)
- Jasminum artense Montrouz. (1860)
- Jasminum attenuatum Roxb. ex DC. (1844)
- Jasminum auriculatum Vahl (1794)
- Jasminum azoricum L. (1753)
- Jasminum bakeri Scott-Elliot (1894)
- Jasminum batanensis Kiew (1994)
- Jasminum beesianum Forrest & Diels (1912)
- Jasminum betchei F.Muell. (1881)
- Jasminum bignoniaceum Wall. & G.Don (1837)
  - Jasminum bignoniaceum subsp. bignoniaceum
  - Jasminum bignoniaceum subsp. zeylanicum P.S.Green(1985)
- Jasminum brachyscyphum Baker (1895)
- Jasminum breviflorum Harv. (1906)
- Jasminum brevilobum DC. (1844)
- Jasminum brevipetiolatum Duthie (1906)
- Jasminum calcareum F.Muell. (1859)
- Jasminum calcicola Kerr (1938)
- Jasminum calophyllum Wall. & G.Don (1837)
- Jasminum campyloneurum Gilg & G.Schellenb. (1913)
- Jasminum cardiomorphum P.S.Green (2003)
- Jasminum carinatum Blume (1851)
- Jasminum caudatum Wall. ex Lindl. (1842)
- Jasminum celebicum Merr. (1916)
- Jasminum coarctatum Roxb. (1820)
- Jasminum coffeinum Hand.-Mazz. (1925)
- Jasminum cordatum Ridl. (1926)
  - Jasminum coarctatum var. coarctatum
  - Jasminum coarctatum var. vanprukii (Craib) P.S.Green (1995)
- Jasminum cordifolium Wall. & G.Don (1837)
- Jasminum craibianum Kerr (1938)
- Jasminum crassifolium Blume (1826)
- Jasminum cumingii Merr.(1910)
- Jasminum cuneatum Jongkind (2010)
- Jasminum curtisii King & Gamble (1905)
- Jasminum cuspidatum Rottl. & Willd. (1803)
- Jasminum dallachyi F.Muell. (1864)
- Jasminum dasyphyllum Gilg & G.Schellenb. (1913)
- Jasminum decipiens P.S.Green (1995)
- Jasminum decussatum Wall. & G.Don (1837)
- Jasminum degeneri Kobuski (1942)
- Jasminum dichotomum Vahl (1804)
- Jasminum didymum G.Forst. (1786)
  - Jasminum didymum subsp. didymum
  - Jasminum didymum subsp. lineare (R.Br.) P.S.Green (1984)
  - Jasminum didymum subsp. racemosum (F.Muell.) P.S.Green (1984)
- Jasminum dinklagei Gilg & G.Schellenb. (1913)
- Jasminum dispermum Wall. (1820)
  - Jasminum dispermum subsp. dispermum
  - Jasminum dispermum subsp. forrestianum (Kobuski) P.S.Green (1997)
- Jasminum domatiigerum Lingelsh. (1927)
  - Jasminum domatiigerum var. domatiigerum
  - Jasminum domatiigerum var. orogenes Kiew (2001)
- Jasminum duclouxii (H.Lév.) Rehder (1934)
- Jasminum eberhardtii Gagnep. (1933)
- Jasminum elatum Pancher ex Guillaumin (1914)
- Jasminum elegans Knobl. (1893)
- Jasminum elongatum (P.J.Bergius) Willd. (1797)
- Jasminum extensum Wall. & G.Don (1837)
- Jasminum flavovirens Gilg & G.Schellenb. (1913)
- Jasminum flexile Vahl (1794)
- Jasminum floridum Bunge (1833)
- Jasminum fluminense Vell. (1829)
  - Jasminum fluminense subsp. fluminense
  - Jasminum fluminense subsp. gratissimum (Deflers) P.S.Green (1986)
  - Jasminum fluminense subsp. socotranum P.S.Green (1970)
- Jasminum foveatum R.H.Miao (1993)
- Jasminum fruticans L. (1753) (jasmin ligneux)
- Jasminum fuchsiifolium Gagnep. (1933)
- Jasminum gilgianum K.Schum. (1900)
- Jasminum glaucum (L.f.) Sol. (1789)
- Jasminum grandiflorum L. (1762) (jasmin d'Espagne, cultivé à Grasse pour la parfumerie, à grandes fleurs blanches teintées de rouge au revers)
  - Jasminum grandiflorum subsp. floribundum (R.Br. ex Fresen.) P.S.Green (1986)
  - Jasminum grandiflorum subsp. grandiflorum
- Jasminum greveanum Danguy ex H.Perrier (1950)
  - Jasminum greveanum var. greveanum
  - Jasminum greveanum var. xerophilum H.Perrier (1950)
- Jasminum griffithii C.B.Clarke (1882)
- Jasminum guangxiense B.M.Miao, Bull. Bot. Res. (1984)
- Jasminum harmandianum Gagnep. (1933)
- Jasminum hasseltianum Blume (1851)
- Jasminum hongshuihoense Z.P.Jien ex B.M.Miao (1992)
- Jasminum humile L. (1753)
  - Jasminum humile var. humile
  - Jasminum humile var. microphyllum (L.C.Chia) P.S.Green (1961)
- Jasminum insigne Blume (1851)
  - Jasminum insigne var. insigne
  - Jasminum insigne var. sublanceolatum Miq. (1856)
- Jasminum ixoroides Elmer (1908)
- Jasminum jenniae W.K.Harris & G.Holmes (1999)
- Jasminum kajewskii C.T.White (1933)
- Jasminum kaulbackii P.S.Green (2003)
- Jasminum kedahense (King & Gamble) Ridl. (1916)
- Jasminum kerstingii Gilg & G.Schellenb. (1913)
- Jasminum kitchingii Baker, J. Linn. Soc. (1881)
- Jasminum kostermansii Kiew (1994)
- Jasminum kriegeri Guillaumin (1944)
- Jasminum kwangense Liben (1972)
- Jasminum lanceolaria Roxb. (1820)
  - Jasminum lanceolaria subsp. lanceolaria
  - Jasminum lanceolaria subsp. scortechinii (King & Gamble) P.S.Green (1995)
- Jasminum lasiosepalum Gilg & G.Schellenb. (1913)
- Jasminum latipetalum C.B.Clarke (1882)
- Jasminum laurifolium Roxb. ex Hornem. (1819)
  - Jasminum laurifolium var. brachylobum Kurz (1877)
  - Jasminum laurifolium var. laurifolium
- Jasminum laxiflorum Gagnep. (1933)
- Jasminum leptophyllum Rafiq (1996)
- Jasminum listeri King ex Gage (1901)
- Jasminum longipetalum King & Gamble (1905)
- Jasminum longitubum L.C.Chia ex B.M.Miao (1984)
- Jasminum mackeeorum P.S.Green (1991)
- Jasminum macrocarpum Merr. (1908)
- Jasminum magnificum Lingelsh. (1927)
- Jasminum maingayi C.B.Clarke (1882)
- Jasminum malabaricum Wight (1848)
- Jasminum malayanum Kiew (1994)
- Jasminum marianum DC. (1844)
- Jasminum matthewii P.S.Green (2003)
- Jasminum melastomifolium Ridl. (1936)
- Jasminum mesnyi Hance (1882) (Jasmin primevère)
- Jasminum meyeri-johannis Engl. (1892)
- Jasminum microcalyx Hance (1883)
- Jasminum molle R.Br. (1810)
- Jasminum mossamedense Hiern (1898)
- Jasminum multiflorum (Burm.f.) Andrews (1807)
- Jasminum multinervosum Kiew (1994)
- Jasminum multipartitum Hochst. (1844)
- Jasminum multipetalum Merr. (1934)
- Jasminum narcissiodorum Gilg & G.Schellenb. (1913)
- Jasminum nardydorum Breteler (2002)
- Jasminum neocaledonicum Schltr. (1906)
- Jasminum nepalense Spreng. (1827)
- Jasminum nervosum Lour. (1790)
- Jasminum newtonii Gilg & G.Schellenb. (1913)
- Jasminum niloticum Gilg (1895)
- Jasminum nintooides Rehder (1916)
- Jasminum nobile C.B.Clarke (1882)
- Jasminum noldeanum Knobl. (1936)
- Jasminum noumeense Schltr. (1908)
- Jasminum nudiflorum Lindl. (1846) (jasmin d'hiver à fleurs jaunes)
  - Jasminum nudiflorum f. nudiflorum
  - Jasminum nudiflorum f. pulvinatum (W.W.Sm.) P.S.Green (2001)
- Jasminum nummularifolium Baker (1895)
  - Jasminum nummularifolium var. meridionale H.Perrier (1949)
  - Jasminum nummularifolium var. nummularifolium
- Jasminum obtusifolium Baker (1895)
- Jasminum octocuspe Baker (1895)
  - Jasminum octocuspe var. octocuspe
  - Jasminum octocuspe var. sambiranense H.Perrier (1949)
- Jasminum odoratissimum L. (1753) (branches arrondies, introduit en France des îles atlantiques en 1656)
  - Jasminum odoratissimum subsp. goetzeanum (Gilg) P.S.Green (1961)
  - Jasminum odoratissimum subsp. odoratissimum
- Jasminum officinale L. (1753) (jasmin blanc, jasmin officinal, jasmin commun à feuilles composées, originaire des régions Himalayennes et introduit en France en 1597, cultivé à Grasse)
- Jasminum oliganthum Quisumb. & Merr. (1928)
- Jasminum oreophilum Kiew (1994)
- Jasminum papuasicum Lingelsh. (1927)
- Jasminum parkeri Dunn (1920)
- Jasminum pauciflorum Benth. (1849)
- Jasminum paucinervium Ridl. (1917)
- Jasminum pedunculatum Gagnep. (1933)
- Jasminum pellucidum Airy Shaw (1935)
- Jasminum pentaneurum Hand.-Mazz. (1922)
- Jasminum pericallianthum Kobuski (1939)
- Jasminum perissanthum P.S.Green (1995)
- Jasminum pierreanum Gagnep. (1933)
- Jasminum polyanthum Franch. (1891) (jasmin rose, jasmin rosé d'hiver) note : les fleurs sont blanches à l'intérieur, roses à l'extérieur
- Jasminum populifolium Blume (1851)
- Jasminum prainii H.Lév. (1911)
- Jasminum preussii Engl. & Knobl. (1893)
- Jasminum promunturianum Däniker (1933)
- Jasminum pseudopinnatum Merr. & Rolfe (1908)
- Jasminum pteropodum H.Perrier (1950)
- Jasminum puberulum Baker (1883)
- Jasminum punctulatum Chiov. (1932)
- Jasminum quinatum Schinz (1910)
- Jasminum rambayense Kuntze (1891)
- Jasminum rehderianum Kobuski (1936)
- Jasminum ritchiei C.B.Clarke (1882)
- Jasminum rufohirtum Gagnep. (1933)
- Jasminum sambac (L.) Sol. (1789) (jasmin d'Arabie ou jasmin sambac ou nyctanthe)
- Jasminum sarawacense King & Gamble (1905)
- Jasminum scandens (Retz.) Vahl (1794)
- Jasminum schimperi Vatke (1876)
- Jasminum sessile A.C.Sm. (1936)
- Jasminum siamense Craib (1913)
- Jasminum simplicifolium G.Forst. (1786)
  - Jasminum simplicifolium subsp. australiense P.S.Green (1984)
  - Jasminum simplicifolium subsp. funale (Decne.) Kiew (1994)
  - Jasminum simplicifolium subsp. le-ratii (Schltr.) P.S.Green (1998)
  - Jasminum simplicifolium subsp. simplicifolium
  - Jasminum simplicifolium subsp. sootepense (Craib) ined.
  - Jasminum simplicifolium subsp. suavissimum (Lindl.) P.S.Green (1984)
- Jasminum sinense Hemsl. (1889)
- Jasminum smilacifolium Griff. ex C.B.Clarke (1882)
- Jasminum spectabile Ridl. (1936)
- Jasminum stans Pax (1907)
- Jasminum steenisii Kiew (1994)
- Jasminum stellipilum Kerr (1938)
- Jasminum stenodon Baker (1895)
- Jasminum stenolobum Rolfe (1889)
- Jasminum × stephanense É.Lemoine (1921)
- Jasminum streptopus E.Mey. (1836)
- Jasminum subglandulosum Kurz (1875)
- Jasminum subhumile W.W.Sm. (1913)
- Jasminum syringifolium Wall. & G.Don (1837)
- Jasminum tetraquetrum A.Gray (1862)
- Jasminum thomense Exell (1956)
- Jasminum tomentosum Knobl. (1893)
  - Jasminum tomentosum var. somaliense Fiori (1916)
  - Jasminum tomentosum var. tomentosum
- Jasminum tortuosum Willd. (1809)
- Jasminum trichotomum B.Heyne ex Roth (1821)
- Jasminum tubiflorum Roxb. (1820)
- Jasminum urophyllum Hemsl. J. Linn. Soc. (1889)
- Jasminum verdickii De Wild. (1907)
- Jasminum vidalii P.S.Green (1999)
- Jasminum waitzianum Blume (1851)
- Jasminum wengeri C.E.C.Fisch. (1931)
- Jasminum wrayi King & Gamble (1905)
  - Jasminum wrayi var. axillaris King & Gamble (1905)
  - Jasminum wrayi var. wrayi
- Jasminum yuanjiangense P.Y.Pai (1985)
- Jasminum zippelianum Blume (1851)

## Espèces aux noms synonymes, obsolètes et leurs taxons de référence

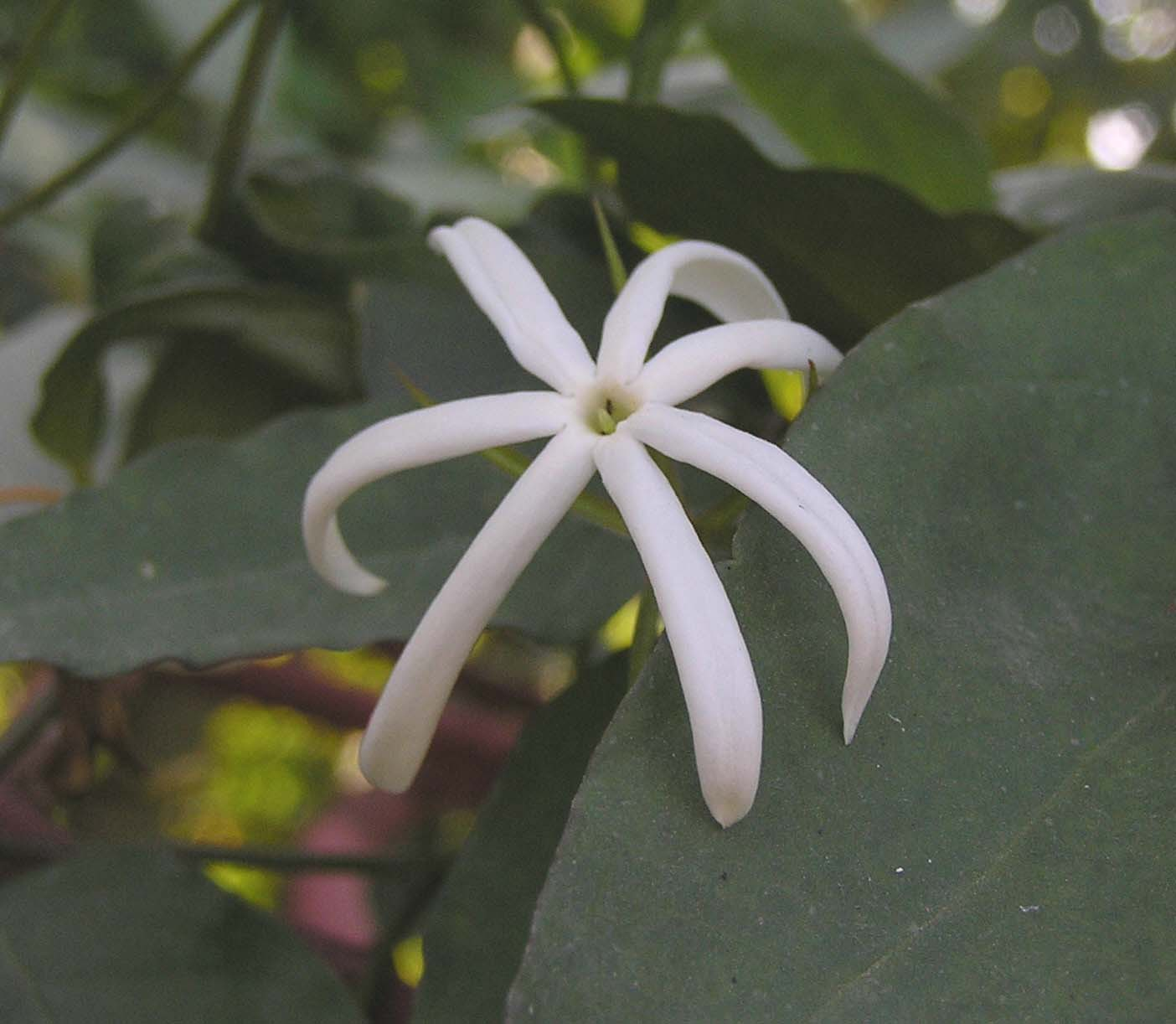
Fleur de Jasminum adenophyllum, exposition horticole Royal Flora Ratchaphruek, Thaïlande
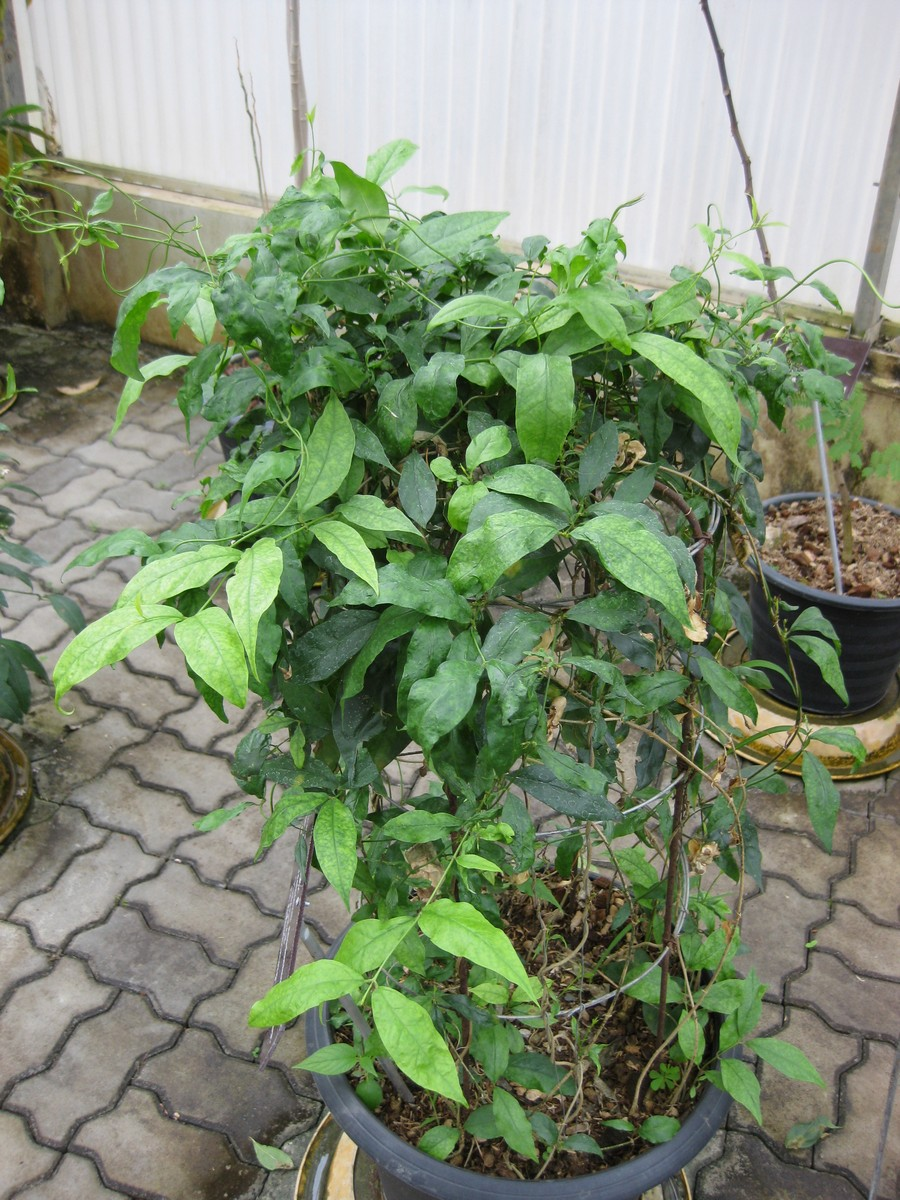
Jasminum anodontum, Jardin botanique de la reine Sirikit, Thaïlande
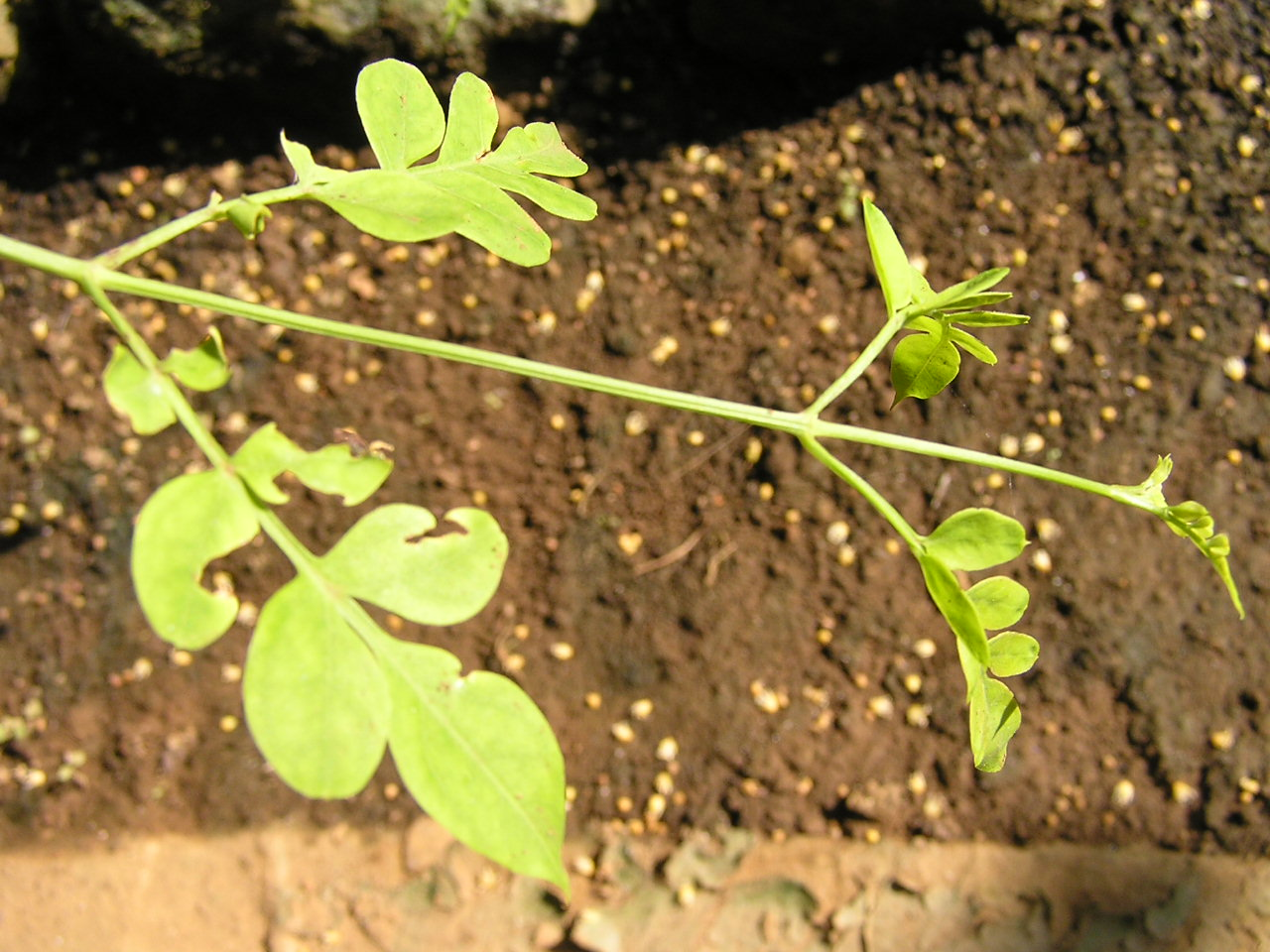
Feuilles de Jasmin d'Espagne Jasminum grandiflorum
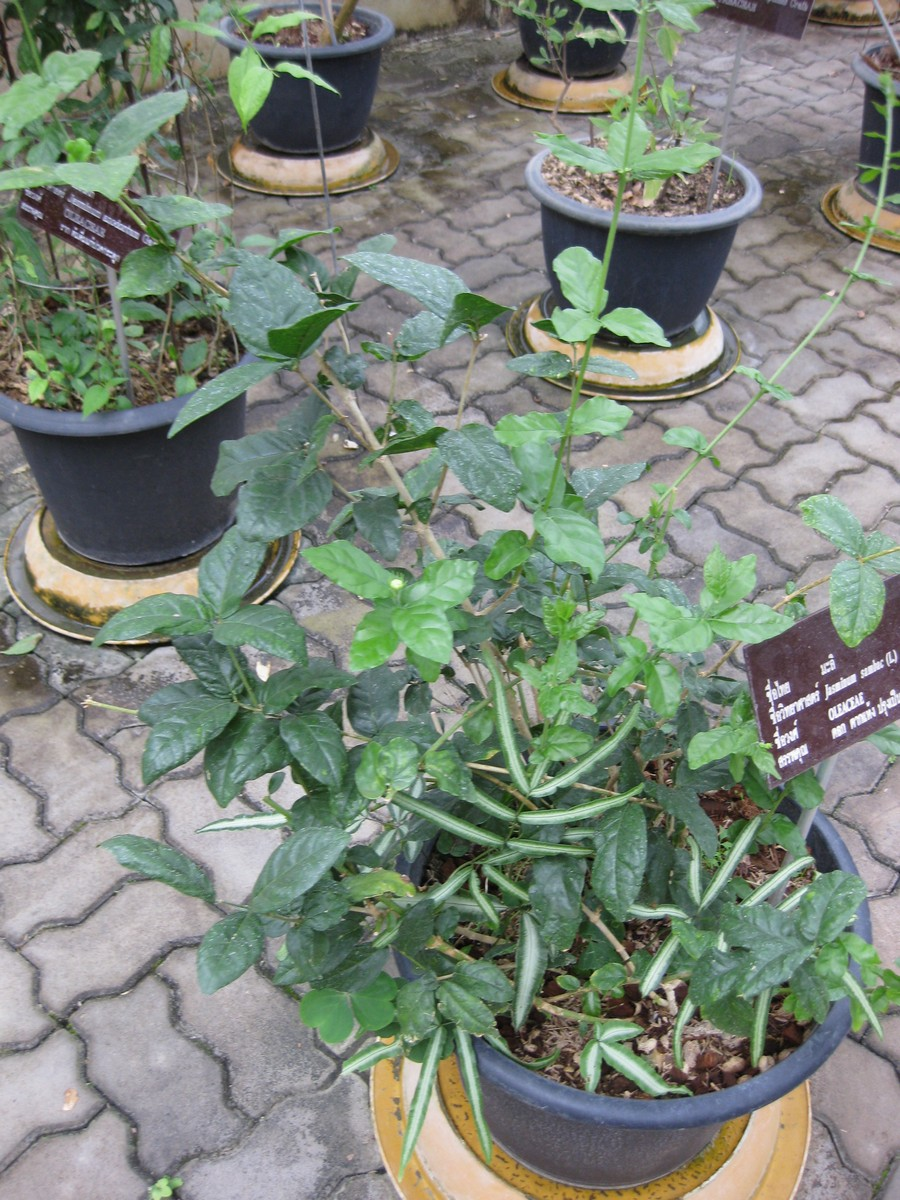
Jasmin d'Arabie Jasminum sambac, Jardin botanique de la reine Sirikit, Thaïlande